# École de Sagres
 (mars 2017).
Si vous disposez d'ouvrages ou d'articles de référence ou si vous connaissez des sites web de qualité traitant du thème abordé ici, merci de compléter l'article en donnant les références utiles à sa vérifiabilité et en les liant à la section « Notes et références ».

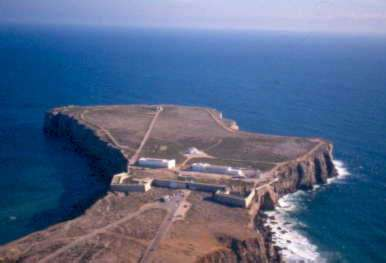
Vue aérienne de la Forteresse de Sagres.

L'École de Sagres (en portugais Escola de Sagres) est selon certains historiens[Qui ?] un groupe de scientifiques portugais formé autour d'Henri le Navigateur au cours du XVe siècle. Réunie au sein de la forteresse de Sagres près du Cap Saint-Vincent, l'extrémité sud-ouest de la péninsule ibérique, elle rassemblait les plus éminentes personnalités liées à la navigation océanique.
Bien qu'il soit démontré que le port voisin de Lagos fut le départ de nombreuses expéditions d'exploration, de pillage et de la colonisation vers les îles et côtes africaines de l'Atlantique, l'existence de l'École de Sagres est mise en doute par l'historien brésilien Fábio Pestana Ramos,, la considérant comme un mythe de l'histoire portugaise. Néanmoins tous les historiens conviennent que seulement après la mort du prince Henri (en 1460), le centre d'impulsions des explorations portugaises fut centralisé à Lisbonne.
La première mention écrite du concept de l'École de Sagres date du XVIe siècle, par Damião de Góis.

## Controverse
C'est au XIXe siècle que commence à se développer la théorie selon laquelle le prince Henri aurait installé sa cour à Sagres en 1418, peu de temps après la prise de Ceuta par les Portugais. Il serait formé autour de lui le meilleur de « la science et la navigation » ainsi que la construction d'un chantier naval et du premier observatoire au Portugal. Sagres aurait représenté la refondation moderne de « l'étude par la science appliquée dans la chrétienté ». D'autres[Qui ?] nuancent qu'il s'agissait davantage d'un concept, lieu de rencontre pour les marins et les scientifiques pour échanger des informations techniques plutôt que d'une école nautique selon la définition moderne du mot.
Le diversité religieuse (juifs, musulmans, chrétiens) des membres présumés de l'école de Sagres, et même la possibilité de les relier indirectement avec les Templiers, compte tenu du fait que le prince Henri était Grand-maître de l'Ordre du Christ, a développé les spéculations et le romantisme autour de cette institution.

## Explorations portugaises auXVesiècle
Au cours de la période d’existence de l'École, le Portugal augmenta sensiblement son empire colonial ainsi que ses connaissances cartographiques dans l'Atlantique. En 1419, João Gonçalves Zarco découvre l'île de Porto-Santo puis l’île de Madère l'année suivante. Diogo de Silves découvre l'archipel des Açores en 1427. En 1437, Gil Eanes double le Cap Noun puis le Cap Bojador. À partir de ce point, la Mer des Ténèbres était crainte par les géographes arabes pour la difficulté du voyage retour, et d'une navigation contre les vents dominants. Ce problème finit par être réglé par une navigation en haute mer, loin de la côte. L'invention de la Caravelle, caractérisée par sa robustesse, un tonnage de 50  à   160 tonnes, et 1, 2 ou 3 mâts à voiles latines permit les voyages d'exploration au-delà de ces limites.